# Pseudamia amblyuroptera
Pseudamia amblyuroptera és una espècie de peix pertanyent a la família dels apogònids.

## Descripció
- Pot arribar a fer 8,5 cm de llargària màxima.
- El cos és de color gris translúcid, mentre que el tòrax i l'abdomen és daurat clar.
- Taques de color marró i de mides diferents al cap.
- Base de l'aleta caudal amb una gran taca rodona de color marró fosc.
- 7 espines i 8 radis tous a l'aleta dorsal i 2 espines i 9-10 radis tous a l'anal.
- 24 vèrtebres.[6][7]

## Hàbitat
És un peix marí i d'aigua salabrosa, associat als esculls i de clima tropical (19°N-12°S) que viu entre 0-30 m de fondària als rierols poc profunds dels manglars, a prop dels esculls de les llacunes, praderies marines i tolls aïllats.

## Distribució geogràfica
Es troba a la conca Indo-Pacífica: Singapur, Java, Borneo, les illes Filipines, les illes Moluques, Nova Guinea, Salomó, Palau, Yap (oest de les illes Carolines) i Tonga.

## Observacions
És inofensiu per als humans.